# Brazuca (revista)
Brazuca é uma revista francesa concentrada na difusão das diversas facetas da cultura brasileira em países francófonos.
Criada em 1999, por Aristao Barrozo, a Brazuca foi integrada em 2005 por Mauro Cardoso e Thiago Araujo, ambos publicitários e responsáveis pela transformação editorial, incluindo o português como língua e inclusão de varias colunas, como SOMBRAZUCA (dedicada à nova musica brasileira), cinema, turismo, artes e entrevistas exclusivas.
Ela é uma publicação totalmente bilíngue (em francês e português), com distribuição gratuita e periodicidade mensal. A revista tem o público francófono com o principal alvo e costuma contar com uma tiragem de 20.000 exemplares (7.000 dirigidos à Bélgica) e 76 páginas. Nas páginas finais constam anúncios dirigidos às comunidades residentes na França e na Bélgica. Ela também costuma realizar festas e eventos na França para divulgar a cultura brasileira.
A revista já entrevistou diversas personalidades da cultura brasileira, com destaque para Chico Buarque.
Em 2009 a revista celebrou dez anos de existência e a comemoração aconteceu no Élysée Montmartre em Paris, com shows de artistas como O Rappa e Vanessa da Mata.